# Trifolium bejariense
Trifolium bejariense är en ärtväxtart som beskrevs av Stefano Moricand. Trifolium bejariense ingår i släktet klövrar, och familjen ärtväxter. IUCN kategoriserar arten globalt som livskraftig. Inga underarter finns listade i Catalogue of Life.